# Peptidoglikan
Peptidoglikan je polimer z veliko molekulsko maso, sestavljen iz verig glikozaminoglikanov, ki so prečno povezane z oligopeptidi. So sestavina bakterijskih celičnih sten. V polimeru so sladkorne in aminokislinske komponente; sladkorni del predstavljata izmenjujoča se N-acetilglukozamin in N-acetilmuraminska kislina, povezana z vezjo β-(1,4). Na N-acetilmuraminsko kislino se pripenja oligopeptid s tremi do petimi aminokislinskimi ostanki. Te peptidne verige se lahko prečno premrežujejo s peptidnimi verigami sosednjih polimernih molekul in tako nastaja trirazsežnostna mreža. Pri nekaterih arhejah se v celični steni pojavlja soroden polimer, imenovan psevdopeptidoglikan, kjer sta z vezjo β-(1,3) povezana N-acetilglikozamin in N-acetiltalosaminuronska kislina. Zato so celične stene teh arhej neobčutljive na lizocime. Peptidoglikan je pomembna strukturna sestavina bakterijskih celičnih sten, saj daje celicam trdnost in jih ščiti pred osmotskim tlakom v citoplazmi. Ima tudi vlogo pri celični delitvi.
Peptidoglikanka plast je bistveno debelejša pri grampozitivnih bakterijah (20–80 nm) kot pri gramnegativnih bakterijah (7–8 nm). Peptidoglikan predstavlja okoli 90 % suhe mase grampozitivnih bakterij, a le 10 % suhe mase gramnegativnih bakterij. Pri grampozitivnih bakterijah je peptidoglikan pomemben pri pritrjevanju bakterij na podlago in tudi za naše prepoznavanje in razvrščanje bakterij. Pri obeh, grampozitivnih in gramnegativnih bakterijah, lahko peptidoglikansko plast prehajajo delci, veliki do okoli 2 nm.

## Delovanje antibiotikov
Nekateri antibiotiki, kot so penicilini, delujejo na tvorbo peptidoglikana, saj se vežejo na encime, imenovane penicilin vežoče beljakovine ali transpeptidaze,. Ti encimi omogočajo prečno premreženje oligopeptidnih verig. Mutacije, ki povzročijo spremenjene oblike transpeptidaz, lahko povzročijo manjšo učinkovitost antibiotikov oziroma celo odpornost proti njim. Penicilini delujejo ciljno na bakterijske celice, saj živalske (in s tem človeške) celice ne vsebujejo celične stene.
Telo samo poseduje snovi, ki razgrajujejo peptidoglikane (»telesu lastni antibiotiki«); to so lizocimi, ki se nahajajo npr. v solzah, in povzročijo prekinitev glikozidne vezi β-(1,4) in na ta način uničijo bakterijsko celično steno.
- Shematski prikaz peptidoglikana pri Escherichia coli.[7] MurNAc = N-acetilmuraminska kislina; GlcNAc = N-acetilclukozamin; DAP = diaminopimelinska kislina
- Shematski prikaz peptidoglikana pri Staphylococcus aureus.[7] MurNAc = acetilmuraminska kislina; GlcNAc = N-acetilglukozamin